# Trolejbusy w Derby
Trolejbusy w Derby – zlikwidowany system trolejbusowy w mieście Derby, w Anglii, w Wielkiej Brytanii. Został otwarty 10 stycznia 1932 r. i zlikwidowany 9 września 1967 r.

## Historia
Trolejbusy w Derby uruchomiono 10 stycznia 1932 r. Zastępowały one stopniowo likwidowany miejscowy system tramwajowy. Trolejbusy pojawiły się na ulicach miasta rok później niż w Londynie, choć w nieodległym Nottingham ten środek transportu wprowadzono już pięć lat wcześniej. Rozbudowa systemu trolejbusowego w Derby doprowadziła do zamknięcia ostatniej linii tramwajowej pod koniec kwietnia (pożegnalny przejazd specjalny miał miejsce 2 lipca 1934 r.).
Na tle pozostałych, nieistniejących już systemów trolejbusowych w Wielkiej Brytanii, system trolejbusowy w Derby był średniej wielkości, składał się z 11 linii, maksymalnie posiadano 73 trolejbusy. Utrzymanie transportu trolejbusowego było tańsze niż autobusowego, lecz zwiastunem końca trolejbusów były protesty przeciwko ustawieniu nowych słupów i zawieszeniu nowych odcinków sieci, wymaganych przez projektowane trasy. System zlikwidowano 9 września 1967 r.
Do czasów współczesnych zachowało się pięć trolejbusów z Derby. Jeden stacjonuje w Trolleybus Museum at Sandtoft w Lincolnshire, drugi w Westgate Transport Museum w Belton obok Sandtoft, trzeci (mający prywatnego właściciela) w East Anglia Transport Museum, Carlton Colville, Suffolk. Pozostałe dwa są własnością prywatną i znajdują się w nieznanych lokalizacjach.